# لوکا ایوانیوشک
لوکا ایوانیوشک (انگلیسی: Luka Ivanušec؛ زادهٔ ۲۶ نوامبر ۱۹۹۸) بازیکن فوتبال اهل کرواسی است.
از باشگاه‌هایی که در آن بازی کرده‌است، می‌توان به باشگاه فوتبال لوکوموتیو زاگرب اشاره کرد.
وی همچنین در تیم‌های ملی فوتبال زیر ۲۱ سال کرواسی، و کرواسی بازی کرده‌است.